# 30028 Yushihomma
30028 Yushihomma è un asteroide della fascia principale. Scoperto nel 2000, presenta un'orbita caratterizzata da un semiasse maggiore pari a 2,4163943 UA e da un'eccentricità di 0,1742840, inclinata di 2,07804° rispetto all'eclittica.